# FF Jaro Pietarsaari

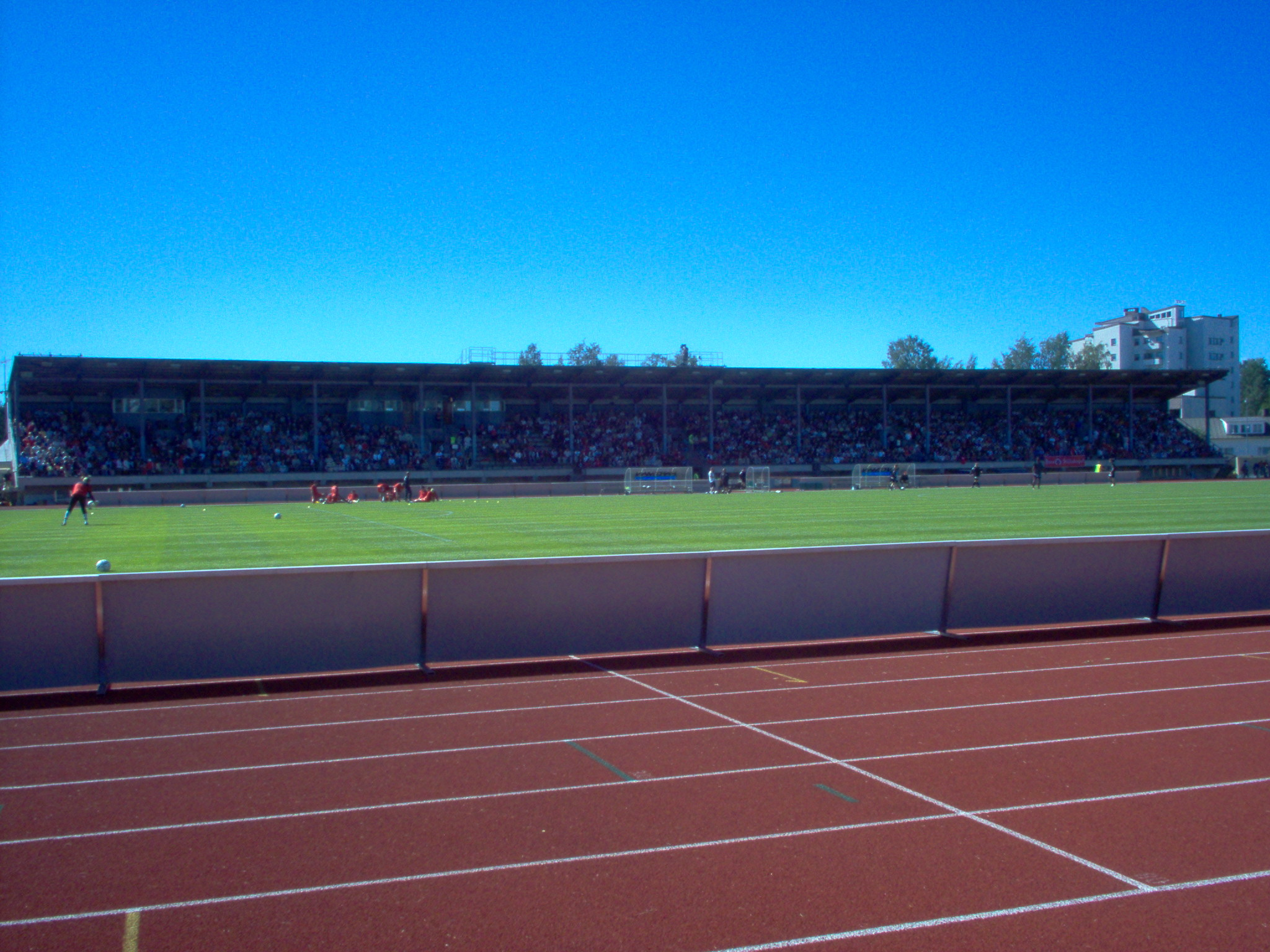
El Jakobstads Centralplan.

El Fotbollsföreningen Jaro Jalkapalloseura (en español: Asociación de Fútbol Jaro Fútbol Club), conocido simplemente como FF Jaro, es un club de fútbol finlandés de la ciudad de Jakobstad en la Finlandia Occidental. Fue fundado en 1965 y juega en la Veikkausliiga.

## Historia
El club es entrenado en 2008-2009 por Mika Laurikainen. A finales de 2009 se despide a Laurikainen y la directiva del club opta por un nuevo entrenador Jere Eremenko como nuevo entrenador. Jere Eremenko, quien jugó en su juventud por Jaro, forma un nuevo equipo con jugadores locales y consigue a préstamo dos jugadores de experiencia internacional su propio hijo "Losha" y el sudafricano Zezé.
El equipo Jaro tiene una temporada 2010 bastante exitosa en comparación al 2009 y está luchando por una medalla a cuatro partidos que termine el campeonato.

## Jugadores

### Altas y bajas 2023-24 (verano)
Altas 
| Jugador | Nacionalidad | Posición | Procedencia  | Tipo | Precio |
| ------- | ------------ | -------- | ------------ | ---- | ------ |
|         | Bandera de ? |          | Bandera de ? |      |        |

Bajas 
| Jugador | Nacionalidad | Posición | Destino | Tipo | Precio |
| ------- | ------------ | -------- | ------- | ---- | ------ |
|         |              |          |         |      |        |